# Italie au Concours Eurovision de la chanson 1980
L'Italie a participé au Concours Eurovision de la chanson 1980 le 19 avril à La Haye. C'est la 25e participation italienne au Concours Eurovision de la chanson.
Le pays est représenté par le chanteur Alan Sorrenti et la chanson Non so che darei (en), sélectionnés en interne par la Radiotelevisione Italiana (RAI).

## Sélection
Le radiodiffuseur italien, la Radiotelevisione Italiana, choisit l'artiste et la chanson en interne pour représenter l'Italie au Concours Eurovision de la chanson 1980.
| Artiste       | Chanson               | Langue  | Traduction                         |
| ------------- | --------------------- | ------- | ---------------------------------- |
| Alan Sorrenti | Non so che darei (en) | Italien | Je ne sais pas ce que je donnerais |

Lors de cette sélection, c'est la chanson Non so che darei, interprétée par Alan Sorrenti, qui fut choisie. Elle sera interprétée à l'Eurovision accompagnée du chef d'orchestre britannique Del Newman (en).

## À l'Eurovision

### Points attribués par l'Italie
| 12 points | Allemagne |
| 10 points | Portugal  |
| 8 points  | Turquie   |
| 7 points  | Maroc     |
| 6 points  | Espagne   |
| 5 points  | Suède     |
| 4 points  | Autriche  |
| 3 points  | Suisse    |
| 2 points  | Grèce     |
| 1 point   | Irlande   |

### Points attribués à l'Italie
| 12 points  | 10 points                    | 8 points   | 7 points                                        | 6 points             |
| ---------- | ---------------------------- | ---------- | ----------------------------------------------- | -------------------- |
| - Portugal | - Belgique - Espagne - Suède | - Suisse   | - Allemagne                                     | - Finlande - Turquie |
| 5 points   | 4 points                     | 3 points   | 2 points                                        | 1 point              |
|            | - Royaume-Uni                | - Danemark | - Autriche - France - Grèce - Irlande - Norvège | - Pays-Bas           |

Alan Sorrenti interprète Non so che darei en sixième position, suivant le Maroc et précédant le Danemark. À la fin du vote, l'Italie termine 6e sur 20 pays, ayant reçu 87 points au total,.